# Javier Duarte de Ochoa
Javier Duarte de Ochoa (Veracruz, Veracruz; 19 de septiembre de 1973) es un abogado, economista y político mexicano. Se desempeñó como gobernador de Veracruz del 1 de diciembre de 2010 al 12 de octubre de 2016, día en que, en medio de acusaciones de corrupción y enriquecimiento ilícito, solicitó licencia al Congreso del Estado.
A 48 días de finalizar el cargo, su lugar lo ocupó el secretario general de Gobierno, Flavino Ríos Alvarado. El 25 de octubre fue expulsado de su partido, el Partido Revolucionario Institucional. Desde el 20 de octubre de 2016, se encontraba prófugo de la justicia y fue buscado por la PGR y la INTERPOL. Fue detenido el 15 de abril de 2017 en el poblado turístico de Panajachel, en Guatemala. El 17 de julio, fue extraditado a México.
El 21 de agosto de 2018, la Procuraduría General de la República reclasificó la acusación de delincuencia organizada (20 a 40 años de prisión) por la de asociación delictuosa (5 a 10 años de prisión). Duarte fue condenado a 9 años de prisión después de que él mismo se declarara culpable de los delitos de operaciones con recursos de procedencia ilícita y asociación delictuosa.

## Datos biográficos

### Vida personal
Nació en el Puerto de Veracruz, aunque durante su infancia creció y estudió en Córdoba. Es hijo de María Cecilia de Ochoa Guasti y de Javier Duarte Franco, quien fue administrador de empresas, ganadero y docente de la Universidad Cristóbal Colón y falleció en el Hotel Regis, víctima del terremoto de 1985.
Se casó con Karime Macías Tubilla en 1999, doctora en economía por la Universidad Complutense de Madrid. Es padre de tres hijos: Javier, Carolina y Emilio. Karime Macías se divorció de Duarte en 2019 y se acordó el pago de una pensión alimenticia de 180 mil pesos mensuales.

### Estudios
Es licenciado en Derecho por la Universidad Iberoamericana. Obtuvo la Maestría en Derecho, Economía y Políticas Públicas por el Instituto Universitario de Investigación Ortega y Gasset de la Fundación José Ortega y Gasset de Madrid, España, y un Diplomado en Alta Dirección por el Instituto Panamericano de Alta Dirección de Empresa.
Es doctor en Economía e Instituciones por la Universidad Complutense de Madrid en España y maestro en Gestión Pública Aplicada por la Escuela de Gobierno y Transformación Pública del Tecnológico de Monterrey.

## Inicios en la vida pública
En 1995, inició su carrera en la vida pública, al ser nombrado asesor de la Coordinación General para la Promoción de la Participación Social, en la Secretaría de Gobernación. Posteriormente, fue asesor de las Comisiones de Reglamentos y Prácticas Parlamentarias, Gobernación y Hacienda de la LVII Legislatura de la Cámara de Diputados; secretario particular del entonces diputado Fidel Herrera Beltrán y secretario técnico de la Comisión de Estudios Legislativos en la LVIII y LIX Legislaturas del Senado de la República.
En el 2004, fue designado Subsecretario de Finanzas y Administración, y posteriormente Secretario de Finanzas y Planeación del Gobierno del Estado de Veracruz, durante el periodo de Fidel Herrera Beltrán. También, fungió como presidente del Comité Técnico del Fideicomiso del Fondo de Desastres Naturales.
En esa época, se le preguntó en una entrevista con qué personaje histórico se identificaba, y respondió que con Francisco Franco, pues ambos tenían el mismo tono de voz y eran hombres de ideas firmes, aunque señaló que no se identificaba con su ideología política. Su respuesta textual fue:

«Me identifico con un personaje de la historia que es un personaje muy polémico en su actuar público, un hombre de ideas firmes. Me identifico, y te vas a reír, porque es un defecto que mucha gente me hace sentir y ver, pero yo me siento muy contento con mi voz, mi voz me identifica y me siento la verdad muy cómodo con ella. Un hombre de la historia que es considerado como un villano para muchos, para otros no, que es el generalísimo Francisco Franco, que tenía mi mismo timbre de voz, un hombre con esa fortaleza. No estoy muy acorde de su ideología política, la dictadura no es la manera de llevar a un país a un buen lugar, sin embargo, su fortaleza, su entusiasmo, su energía es una parte importante a resaltar en él».

Durante su estancia en el PRI, se desempeñó como subsecretario de Finanzas del Comité Directivo Estatal y consejero político nacional y estatal.

## Diputado federal
En enero de 2009, se separó del cargo de secretario de Finanzas y Planeación del estado, para registrarse como precandidato del PRI a diputado federal por el XVI Distrito Electoral Federal de Veracruz.
En el mes de marzo del mismo año, después de cuarenta días de precampaña, fue nombrado oficialmente candidato de su partido, registro que se oficializó un mes después ante el Instituto Federal Electoral. Desde ese momento, ya se le consideraba un posible aspirante a la gubernatura del estado.
Comenzó su campaña el 3 de mayo de 2009, y ganó la elección con 75,924 votos, equivalente al 52.15% de los votos, después de doce años de que su partido no ganara ese distrito.
Inició funciones como diputado el 1 de septiembre dl 2009. En la LXI Legislatura federal, se desempeñó como vicecoordinador del Grupo Legislativo del PRI e integrante de las Comisiones de Presupuesto y Cuenta Pública, de Economía y Especial sobre la No Discriminación.

## Gobernador de Veracruz

### Elecciones
El 14 de febrero de 2010, el Partido Revolucionario Institucional emitió la convocatoria para la elección del candidato a la gubernatura de Veracruz. Al día siguiente, Javier Duarte solicitó licencia como diputado para participar en el proceso. Los otros interesados en la candidatura eran José Yunes Zorrilla, Héctor Yunes Landa y Ranulfo Márquez Hernández.
El 19 de febrero del mismo año, se anunció que sería el candidato del Partido Verde Ecologista de México. Días después, se registró como precandidato del Partido Revolucionario Institucional con el aval de la Confederación Nacional Campesina, la Confederación de Trabajadores de México, 212 comités municipales y más de 600 mil firmas. Al ser el único aspirante registrado que cumplía con los requisitos establecidos, se convirtió en precandidato único del partido a la gubernatura, y se le permitía así iniciar inmediatamente su precampaña en las elecciones del 2010.
El 27 de marzo del 2010, fue elegido candidato oficial de su partido mediante convención de delegados. Inició su campaña el 16 de mayo en Boca del Río y la cerró el 30 de junio en Córdoba.
Durante campaña, el 16 de junio del 2010, el periódico Excélsior divulgó una serie de grabaciones en las que una voz, presuntamente del entonces gobernador Fidel Herrera, prometía recursos a distintos candidatos de su partido, pues estaba «en la plenitud del pinche poder». Posteriormente, el presidente nacional del Partido Acción Nacional, César Nava, presentó más conversaciones en la misma tónica, el entonces gobernador Fidel Herrera presentó una denuncia penal por intervención telefónica y espionaje contra los panistas involucrados.

### Elección de gobernador
La elección se llevó a cabo el 4 de julio del 2010, donde participó el 59.28% del padrón, más de 3 millones de votantes. La Coalición Veracruz para Adelante, de los partidos Revolucionario Institucional, Verde Ecologista de México y Revolucionario Veracruzano, con Javier Duarte como candidato, obtuvo la victoria, con el 43.54 por ciento de los votos; en segundo lugar, quedó Miguel Ángel Yunes Linares, de la coalición Viva Veracruz, de los partidos Acción Nacional y Nueva Alianza, y el tercer lugar lo obtuvo la Alianza Para Cambiar Veracruz, de los partidos de la Revolución Democrática, del Trabajo y Convergencia, con Dante Delgado Rannauro como candidato.
El 26 de julio de 2010, recibió la constancia de mayoría, que lo acreditaba como Gobernador Electo de Veracruz para el periodo del 1 de diciembre de 2010 al 30 de noviembre de 2016. Una semana después, las coaliciones derrotadas presentaron recursos de inconformidad ante el Tribunal Electoral, en los que señalaban los siguientes supuestos: parcialidad del Instituto Electoral Veracruzano e injerencia del gobernador Fidel Herrera en el proceso. Los magistrados electorales declararon infundadas las acusaciones presentadas por los partidos, por lo que ratificaron el triunfo de Javier Duarte en las elecciones el 26 de octubre del año en cuestión.

### Gubernatura de Veracruz
Javier Duarte de Ochoa fue declarado ganador de la elección de gobernador de Veracruz por el Tribunal Electoral del Poder Judicial de la Federación el 26 de julio del 2010, con lo que fue declarado gobernador electo para el periodo 2010-2016.
El 1 de diciembre de 2010, Javier Duarte de Ochoa rindió protesta ante el Congreso del Estado como Gobernador Constitucional de Veracruz.

### Política económica
En 2012, el estado alcanzó 53 mil millones de pesos en inversión privada. Durante su gestión, el gobierno de Veracruz implementó el programa Mil Empresas, el cual buscó fomentar la apertura de medianas y grandes empresas. Se implementó también el Programa Destraba, con el objetivo de impulsar la desregulación de trámites municipales e impulsar la creación de micro y pequeñas empresas. De acuerdo con el entonces secretario de Desarrollo Económico del estado, Erik Porres Blesa, a razón de estos programas, el estado avanzó once posiciones en el Ranking Nacional de Competitividad, establecido por el programa Doing Business, del Banco Mundial. En el mismo periodo, de acuerdo con el Sistema de Información Empresarial Mexicano, Veracruz fue el estado con mayor incremento de registro de negocios formales.
De acuerdo con cifras del Instituto Nacional de Estadística y Geografía (Inegi), la economía de Veracruz creció en el 2012 casi al doble de la media nacional, por lo que el gobierno estatal recibió un reconocimiento de parte del despacho internacional PricewaterhouseCoopers (PwC), por tratarse de uno de los estados que más contribuyen al desarrollo económico del país. Al siguiente año, el estado rompió de nueva cuenta su récord en inversión privada, pues superó los 67,500 millones de pesos, y generó más de 230 mil empleos.[cita requerida] En el mismo 2013, en la Conferencia Nacional de Mejora Regulatoria, presidida por la Comisión Federal de Mejora Regulatoria, dio al gobierno de Veracruz un reconocimiento por el programa Destraba, como mejor práctica en materia de apertura de empresas. Adicionalmente, durante su gobierno se registró la primera marca colectiva (Verapiel) en la historia del estado a favor de los zapateros de Naolinco y el Programa de Reconversión del Comercio Minorista La Jarocha Próspera.
Sin embargo, el producto interno bruto Estatal (PIBE) fue a la baja desde 2013, y se mantuvo entre los más bajos del país en tasas de crecimiento. El primer trimestre de ese año, alcanzó 0.3 por ciento, en comparación con el estado de Hidalgo, que llegó al 8 por ciento. En materia industrial y de actividades secundarias, Duarte terminó su gestión con tasas de crecimiento negativas.

#### Deuda pública y déficit fiscal
Debido a la acumulación de deuda pública y de déficit fiscal, la gestión económica de Javier Duarte de Ochoa concluyó en «la más severa crisis de la historia moderna de Veracruz», calificada así por investigadores de la Universidad Veracruzana[cita requerida]. En tanto, el gobernador interino Flavino Ríos, al recibir el mando estatal en octubre del 2016, determinó a la economía veracruzana en crisis. La deuda pública del estado sumó 10,000 millones de pesos mexicanos a la salida del gobernador, y el déficit fiscal, 170,000 millones. Dicha situación económica adversa incluía un presunto desvío de recursos públicos de 14 mil millones de pesos, problemas en el pago a proveedores y contratistas y dificultades en la entrega de fondos para municipios del propio estado, pensiones y apoyos al campo. La Auditoría Superior de la Federación investigaba, al final del gobierno de Duarte, irregularidades en más de 35 mil millones de pesos. La misma universidad calculó la deuda pública en 120 000 millones de pesos en el 2016, parte de la cual se contrajo en plazos de pago de hasta 30 años.

### Política social
Al inicio de su gobierno, el Consejo Nacional de Evaluación de la Política de Desarrollo Social reportó que en el estado de Veracruz aproximadamente el 57.6% de las personas vivían en situación de pobreza, lo que en sus primeros dos años de gobierno se redujo a 52.6% para en 2014 aumentar a 58%. Sin embargo, los indicadores de carencia social se han reducido, principalmente por el acceso a servicios de salud y calidad y espacios de vivienda.
El 19 de julio de 2013, en compañía de Muhammad Yunus, Premio Nobel de la Paz, anunció la inversión de 4.5 millones de dólares para poner en marcha un programa de empresas sociales, en coordinación con Yunus Social Business. Veracruz fue el primer estado de la República Mexicana en implementar este modelo que también se ha aplicado en otros lugares de América como Brasil, Colombia y Haití.
Investigaciones posteriores de la Auditoría Superior de la Federación (ASF) ante la contraloría del estado, demostraron que fondos federales destinados a política social, concretamente 315 millones 627 mil 148 pesos, correspondientes al Fondo de Aportaciones para los Servicios de Salud, fueron desviados a otros gastos en 2013. Tarek Abdalá, uno de los extesoreros de Javier Duarte, dijo en su defensa que lo había hecho como una forma de operar del gobierno del estado para atender otras prioridades, como la seguridad pública del estado. El funcionario fue inhabilitado por 10 años de cargos públicos a consecuencia de esa actuación.
Durante 2016 el gobierno de Duarte, según acusaciones de la ASF, habría presuntamente desviado y malversado 4 mil 630 millones de pesos destinados a política social educativa y de salud pública. Una investigación de 2017 hecha por la auditoría federal, determinó que mil 147 millones 364 mil pesos destinado originalmente a la renovación de infraestructura en escuelas, fue desviado a cuentas bancarias del gobierno del estado usadas para el gasto corriente sin saberse su paradero; otros 204 millones de pesos de origen federal destinados para el llamado Programa Escuelas de Tiempo Completo fue totalmente desviado con la misma metodología.
En tanto la operación de programas como Seguro Popular reportó subejercicio de fondos, compra de medicamentos a sobreprecios y muchos fuera del cuadro básico permitido por ese programa, llamado Catálogo Universal de Servicios de Salud, por lo cual, no pudieron ser suministrados a pacientes.

### Política de seguridad
En 2014, se presentó a Fuerza Civil, una nueva corporación policial de élite para combatir la inseguridad y el crimen en el estado.
En el contexto de la Guerra contra el narcotráfico en México, el Índice de Paz México 2015 del Instituto para la Economía y la Paz colocó al estado como el séptimo estado más pacífico del país, por debajo de Hidalgo, Yucatán, Querétaro, Campeche, Tlaxcala y Chiapas. A pesar de esos esfuerzos, al término de la gestión de Duarte en octubre de 2015 el gobernador interino Flavino Ríos calificó la situación de seguridad de Veracruz como «grave», con la denuncia de 45 mil delitos y una tasa de 2.8 homicidios al día y el INEGI determinó en 2015 a Coatzacoalcos como la tercera ciudad a nivel nacional con mayor percepción de inseguridad. Elementos de la Marina Armada de México arribaron a esa ciudad y a Minatitlán como medida urgente para el combate al crimen.

### Combate a la pobreza
En 2010, al inicio del gobierno de Javier Duarte, el Consejo Nacional de Evaluación de la Política de Desarrollo Social reportó que en el estado de Veracruz aproximadamente el 62% de la población percibía ingresos por debajo de la línea de bienestar. En 2012 el porcentaje bajó al 56%, sin embargo para 2014 la cifra repuntó con 63% de la población con ingresos inferiores a la línea de bienestar. Entre 2010 y 2013 la cantidad de personas en pobreza extrema en la entidad pasó de un estimado de 1 590 000, aproximadamente el 18% de la población, a 1 263 000, el 14.3% de los habitantes, representando un avance de 327 mil personas en tres años.

### Política ambiental
La Organización de las Naciones Unidas, a través del Instituto de las Naciones Unidades para la Formación y la Investigación y la Organización de Estados Americanos entregaron el galardón América 2012 al gobierno del estado como ejemplo latinoamericano en sustentabilidad y por los resultados de la recién creada Secretaría Estatal de Medio Ambiente y la Procuraduría Estatal en la materia.
Adicionalmente, el estado se convirtió en la primera entidad del país en contar con un plan de acción climática, lo que permitió que trabajara en conjunto con la Embajada del Reino Unido en México, la Agencia Alemana para la Cooperación Técnica GIZ, la Tecnopolo Brest-Irise de Francia, la Agencia Española de Cooperación Internacional para el Desarrollo y la Agencia de los Estados Unidos para el Desarrollo Internacional. Con ello, se logró que el estado fuera uno de los beneficiados del proyecto Estrategias para la Reducción del Uso del Automóvil desarrollado por el Instituto de Políticas para el Transporte y el Desarrollo.
En 2013, Duarte fue nombrado Presidente de la Junta Directiva del ICLEI-Gobiernos Locales por la Sustentabilidad gracias al establecimiento Consejo Veracruzano para la Mitigación y Adaptación al cambio climático y del Fondo Ambiental Veracruzano, que posee el respaldo del Banco Mundial y del Fondo Mexicano para la Conservación de la Naturaleza.
Con el apoyo de la Comisión Nacional para el Uso y Conservación de la Biodiversidad, encabezada por José Sarukhán Kermez, elaboró el primer estudio de este tipo para una entidad federativa, en cuanto a flora y fauna, denominado «La Biodiversidad de Veracruz, Estudio de Estado», elaborado por más de 300 investigadores de prestigiadas instituciones académicas.

### Licencia
El 12 de octubre de 2016, Duarte solicitó licencia para ausentarse de su cargo sin expresar en su solicitud motivos de abandono. Posteriormente indicó «hacen necesario que por congruencia y honorabilidad deba dedicar tiempo y atención a limpiar, ante la opinión pública, y aclarar, ante las instituciones de procuración de justicia, mi nombre y el de mi familia». Ante esto, el congreso permanente de Veracruz aceptó la solicitud y designó a Flavino Ríos Alvarado como gobernador interino por los 48 días restantes del periodo oficial.
Por la mañana, el todavía gobernador apareció en el noticiario de Carlos Loret de Mola, en donde anunció su solicitud de licencia y donde negó las acusaciones en su contra, así como haber desviado fondos públicos del estado de Veracruz.

## Controversias

### Cuerpos de Boca del Río
Durante la Guerra contra el narcotráfico en México, el 20 de septiembre de 2011 fueron arrojados los cuerpos de treinta y cinco hombres y mujeres en el municipio de Boca del Río, frente al edificio donde se realizaba el XI Encuentro Nacional de Presidentes de Tribunales Superiores de Justicia, y Procuradores y Fiscales Generales de Justicia. La reunión era encabezada por Marisela Morales Ibáñez, entonces titular de la Procuraduría General de la República.
Dos días después del suceso, durante el encuentro, y ante la titular de la PGR, el gobernador declaró que «a escasos metros del lugar donde nos encontramos, sucedieron hechos terribles, brutales, hechos que lamentamos y, por supuesto, rechazamos, hechos que nos lastiman a todos (...) En Veracruz no minimizamos al crimen, aquí en Veracruz lo situamos en su justa dimensión, lo enfrentamos y lo combatimos». El entonces procurador de Justicia del estado, Reynaldo Escobar Pérez informó que a pesar de desconocer el número total de cuerpos, podían asegurar, avalados por la base de datos Plataforma México, que todas las víctimas tenían antecedentes penales por homicidio, secuestro, extorsión o narcomenudeo. Sin embargo, poco después, en entrevista televisiva con CNN dijo que solo siete de los cadáveres habían sido identificados. A raíz de estas declaraciones, el fiscal veracruzano fue destituido de su cargo. Duarte, publicó en su cuenta de Twitter: «Es lamentable el asesinato de 35 personas, pero lo es más q esas mismas personas hayan escogido dedicarse a extorsionar, secuestrar y matar (sic)» y en otro mensaje escribió: «Los 35 ultimados tienen antecedentes penales, se les relaciona con la delincuencia organizada y están en los registros de Plataforma México». En respuesta a estos señalamientos, Plataforma México indicó que era imposible que su base de datos arrojase resultados con tanta rapidez y menos aun cuando la única evidencia de la que disponían las autoridades eran huellas digitales. Sin embargo, no fue esta la primera vez que Plataforma México era involucrada en controversias y cuestionamientos. El Cártel de Jalisco Nueva Generación se atribuyó el crimen. El 25 de octubre, la Procuraduría General de la República anunció que asumiría la investigación del caso.
Ante el incremento de hechos violentos que se vivían en la entidad y en el resto del país, las autoridades federales y estatales pusieron en marcha el operativo conjunto Veracruz Seguro el 4 de octubre de 2011, con la participación de la Secretaría de Marina, la Secretaría de la Defensa Nacional, Policía Federal y la Secretaría de Seguridad Pública del Estado.

### Veinticinco millones de pesos
El 28 de enero del 2012 elementos de la Policía Federal detuvieron en el aeropuerto de Toluca a Said Zepeda y Miguel Morales, presuntos funcionarios del gobierno estatal cuando transportaban dos maletines con 25 millones de pesos en efectivo, los cuales fueron decomisados y puestos a disposición de la PGR, que realizaría una investigación para determinar el origen del dinero y si este pertenecía en efecto al gobierno estatal de Veracruz. El secretario de Finanzas del Estado del estado, Tomás Ruiz González, explicó que el dinero estaba destinado a las festividades del Día de la Candelaria en Tlacotalpan, el Carnaval de Veracruz y la Cumbre Tajín y añadió que no era ilícito transportar grandes cantidades de dinero en efectivo. Dos días después, Vicente Benítez González, el tesorero estatal, renunció a su puesto.
Los presidentes nacionales de los principales partidos opositores al partido de Duarte dieron declaraciones sobre lo sucedido. Gustavo Madero, dirigente nacional del PAN, dijo, en conferencia de prensa, que ese dinero estaba destinado a financiar la campaña del precandidato priista Enrique Peña Nieto, por lo que su partido presentaría denuncias ante la PGR y la FEPADE. Jesús Zambrano, presidente del PRD, señaló que se trataba de un caso de desvío de recursos, por lo que solicitó aclarar el origen y destino de dicho dinero.
Ante las acusaciones, el gobierno del estado negó que el dinero estuviera destinado al financiamiento de la campaña de Enrique Peña Nieto y afirmó que dicho monto serviría para pagar un contrato con la empresa de producción y edición de video Industria 3, establecida en la Ciudad de México, lo cual fue reiterado por la empresa en cuestión. Los medios, por su parte, señalaron que los nombres de quienes portaban el dinero, Said Zepeda y Miguel Morales, no aparecían en ningún directorio gubernamental, por lo que su condición de «funcionarios de gobierno» no podía ser confirmada. Además, el periódico Reforma informó que la factura presentada por Tomás Ruiz González había sido expedida diecinueve horas después del decomiso del dinero. El 5 de junio del 2012 la PGR concluyó que el origen del dinero era lícito y este fue devuelto al gobierno del estado con intereses.

### Asesinato de periodistas
Dos años después del inicio de su gobierno, sumaban nueve periodistas asesinados y dos secuestrados, incluida Regina Martínez de la revista Proceso que realizaba una investigación sobre los supuestos nexos entre el funcionarios públicos y el narcotráfico. En respuesta a ello, el gobierno del estado anunció una comisión para investigar el crimen y su posible relación con las publicaciones de la periodista. La asociación internacional Reporteros Sin Fronteras calificó a Veracruz como uno de los estados más peligrosos para ejercer el periodismo, una afirmación reiterada por otros periodistas también secuestrados y asesinados en el estado, como Gregorio Jiménez de la Cruz.
Duarte propuso al Congreso estatal la creación de una Comisión de Protección a Periodistas de Veracruz, para atender y proteger la integridad de los periodistas, así como promover las condiciones para el libre ejercicio de la profesión del periodismo, misma que fue aprobada por unanimidad en sesión extraordinaria el 5 de julio de 2012.
El 1 de agosto de 2015, el fotógrafo mexicano Rubén Espinosa Becerril, corresponsal de Cuartoscuro y de Proceso, fue asesinado junto con otras cuatro personas en la colonia Narvarte, en la Ciudad de México. Espinosa se encontraba en la capital porque, según sus declaraciones, se sentía amenazado en el estado de Veracruz. En una entrevista previa a lo sucedido, acusó al gobierno de Duarte de tener sometidos a los medios de comunicación. Nadia Vera, una de las víctimas asesinadas junto a Rubén Espinosa, meses antes de su muerte, responsabilizó a Duarte y su gabinete por cualquier atentado que le sucediera.

### Red de empresas fantasma
En mayo de 2014 una investigación de Animal Político y la asociación ciudadana Mexicanos Contra la Corrupción y la Impunidad, reveló que durante la gestión de Javier Duarte se habría conformado una red de empresas fantasma, a las cuales se les facilitaban licitaciones públicas o se les asignaban directamente contratos, principalmente relacionados con política social, como el combate a la pobreza. Dichas empresas fueron creadas en condiciones irregulares, inmediatamente después del inicio del gobierno de Duarte, tenían domicilios en sitios abandonados o bien, desaparecieron luego de recibir los contratos, además de coincidir en que algunas de ellas tenían socios en común.
A consecuencia del reportaje, el Servicio de Administración Tributaria (SAT) de México inició una investigación hacia dichas empresas. Para octubre de 2016 la lista determinada por el fisco mexicano era de 69 empresas que no demostraron su existencia y que presuntamente hicieron operaciones simuladas. Animal Político comprobó que la alta de algunas de estas empresas fantasma se había hecho con personas no relacionadas con ellas, y de las cuales se usó su firma durante el proceso de alta ante el fisco. El Órgano Fiscalizador Superior (ORFIS) del Estado de Veracruz sumó 131 contratos dados en esta misma forma de operar, sumando 950 millones de pesos (unos 46 millones de dólares) de fondos públicos. El ORFIS abrió un expediente por esta causa e inició una investigación penal.
Uno de los ex contralores del gobierno de Duarte, Iván López Fernández, dijo que el número de empresas llegaba a 600 y que estaban repartidas por toda la administración estatal, para lo cual habría informado a la ASF.

durante el periodo donde yo estuve, toda la parte del escandalito este de las famosas 27 empresas, no son 27, ni son 123, son cerca de 600, yo tengo los documentos, y están avisados todos, todos estaban avisados, todos los que tienen que ser directamente responsables
Iván López Fernández

El gobierno de Veracruz en diciembre de 2016 anunció que investigaría a notarías que dieron autorizaciones para crear estas empresas, algunas de las cuales están asignadas a exfuncionarios del gobierno duartista.

## Proceso judicial en su contra
El 17 de octubre de 2016 fue anunciado por la periodista Denisse Maerker una orden de aprehensión emitida por un juez en contra de Javier Duarte y varios de sus colaboradores ante una denuncia presentada por la Secretaría de Hacienda y Crédito Público por su presunta responsabilidad en los delitos de delincuencia organizada y operación con recursos de procedencia ilícita. Según el presidente de la Sección Instructora de la Cámara de Diputados, Ricardo Ramírez Nieto, Duarte perdió su fuero constitucional al solicitar licencia a su cargo. En contraste, Javier Bolaños Aguilar, presidente de la Cámara, declaró que el político aún conservaba el fuero por ser gobernador con licencia y Rafael Hernández, parte de la Subcomisión de Examen Previo de la Cámara, aclaró que sería necesario solicitar que se le retire. Asimismo, de acuerdo al gobernador de Veracruz, Miguel Ángel Yunes Linares, Duarte abandonó el estado a bordo de un helicóptero el 15 de octubre de 2016 y estuvo en paradero desconocido hasta ser apresado en Guatemala el 15 de abril de 2017.

### Expulsión del PRI
El 25 de octubre, la Comisión Nacional de Justicia Partidaria del Partido Revolucionario Institucional resolvió expulsarlo por «falta de probidad». En este sentido, el senador priista Arturo Zamora aseguró que Duarte «es una persona que con su comportamiento no sólo violó el código de ética, sino que afectó los derechos e intereses de militantes y del propio partido». Duarte también faltó a su comparecencia ante la Comisión, perdiendo su derecho a defenderse.

### Desvío de recursos
Antonio Gómez Pelegrín, secretario de finanzas de Veracruz durante la administración de Javier Duarte, señaló que hubo una instrucción por parte del gobernador para tomar recursos federales etiquetados para municipios y utilizarlos para el pago de nóminas y el gasto corriente lo que llevó a varios alcaldes de la entidad a manifestarse y a tomar el palacio de gobierno, el argumento dado por Javier Duarte, según Pelegrín, era que tenía que ponerse como prioridad ese gasto, para mantener la paz pública en la entidad. Asimismo, la administración de Duarte de Ochoa pagó 431 millones de pesos mexicanos a 41 empresas fantasma en 2015. Uno de estos desvíos corresponde a la entrega de cobertores y despensas por el monto de 36 millones de pesos mexicanos a comunidades en pobreza; sin embargo, no hay registro de la entrega de estos insumos.
El daño patrimonial de la administración de Duarte de Ochoa a Veracruz asciende a 16,349 millones de pesos mexicanos (unos 865 millones de dólares estadounidenses), y se le adjudica la supuesta compra de un rancho, propiedades en Estados Unidos y de caballos purasangre. Según la Auditoría Superior de la Federación (ASF), suman 60 denuncias presentadas, durante la administración de Duarte, a la Procuraduría General de la República por el desvío de más de 60 mil millones de pesos de recursos federales. En este sentido, Juan Manuel Portal, titular de la ASF indicó, el 4 de noviembre que estas irregularidades eran «la más alta que ha habido, la más alta que hayamos podido determinar nosotros en la historia de la Auditoría, que nace en el año 2000».

### Pasaportes falsos en aeropuerto
El 11 de noviembre de 2016 la policía detuvo a Mario Medina, primo de Karime Macías, con dos pasaportes falsos que mostraban fotografías de Javier Duarte y de su esposa de manera alterada, a nombre de «Alex Huerta Del Valle» y «Gabriela Ponce Arriaga», respectivamente. Medina fue detenido por su actitud nerviosa en el Aeropuerto Internacional de Tapachula, Chiapas, con los documentos dictaminados como falsificados por la Secretaría de Relaciones Exteriores. Luego de quedar en libertad bajo caución indiciado por falsificación de documentos, Medina reveló a la fiscalía mexicana dos posibles ubicaciones de Duarte y su esposa, e informó que los documentos tenían como objetivo el escape del exgobernador hacia Guatemala.

### Hallazgo de dinero en la Ciudad de México
En enero de 2017 la PGR cateó un domicilio en la calle de Amores de la Colonia del Valle en la Ciudad de México. Una denuncia habría indicado a los fiscales que el prófugo Duarte se encontraba en esa casa. La policía no encontró al exgobernador, pero en la casa localizaron cajas con 23 millones de pesos (1 millón 128 mil dólares estadounidenses, aproximadamente), dos Centenarios de oro y un disco duro. El dinero fue reintegrado por la PGR a la administración pública veracruzana.

### Hallazgo de bodega en Córdoba
El 20 de febrero de 2017 la policía de Veracruz halló una bodega en Córdoba, Veracruz con objetos pertenecientes a Javier Duarte y Karime Macías. En ella fueron hallados objetos de asistencia social como sillas de ruedas y despensas; objetos suntuosos como obras de arte, palos de golf, vajillas, artículos de colección; así como retratos del prófugo y su esposa y una extensa colección de documentos. Entre ellos, libretas de marca Mont Blanc y Moleskine en las que hay anotaciones de dos personas, presuntamente correspondientes a Duarte y a Macías. En la acusada como perteneciente a Macías aparecieron listas con anotaciones probablemente relacionadas con cuentas bancarias, propiedades, listas de nombres y esquemas de funcionamiento de los desvíos de recursos públicos. Según la fiscalía veracruzana los indicios preliminares hallados en las libretas ligarían en la planeación y ejecución de conductas criminales a Karime Macías. Destacaron en los medios de comunicación hojas de libretas con la frase repetida «sí merezco abundancia».
Los materiales se encuentran en investigación por las autoridades mexicanas, quienes descubrieron que la misma pertenece a Isaac Domínguez Acosta, extrabajador de la administración pública de Veracruz.

### Captura
El 15 de abril de 2017, la Procuraduría General de la República (PGR) anunció la captura de Duarte con ayuda de las autoridades de Guatemala. El exgobernador fue localizado y capturado con fines de extradición alrededor de las 20:00 horas en un hotel de Panajachel, Departamento de Sololá. En un comunicado, la procuraduría informó que con base en «investigaciones realizadas por las dependencias que integran el gabinete de seguridad del Gobierno de la República y con el apoyo de la Oficina Central de Interpol en Guatemala, Javier Duarte de Ochoa fue localizado y detenido con fines de extradición en el Municipio de Panajachel, Departamento de Sololá, en ese país». La detención se realizó con apoyo de la Policía Nacional Civil y la Fiscalía General de la República de Guatemala. La PGR le imputa el saqueo de 253 millones de pesos de los fondos públicos de las secretarías de Salud y Educación. Según el periódico digital mexicano Animal Político, su detención se debió a que las autoridades siguieron la pista de sus familiares, específicamente «un vuelo que realizaron para visitarlo, este fin de semana, en Guatemala».

#### Extradición
Luego de su captura en Guatemala, el Ministerio de Relaciones Exteriores informó a la embajada mexicana que el gobierno tenía 60 días para presentar una solicitud formal de extradición. Esta solicitud se formalizó el 7 de junio y, poco antes de un mes después, el 4 de julio, Duarte aceptó ser extraditado a México: «He decidido allanarme [...] con relación a los delitos federales que me imputan, ya que no cometí tales delitos y es mi deseo así acreditarlo ante el poder judicial de la federación de mi país». El proceso concluyó trece días después con la extradición del exgobernador a México. El gobierno guatemalteco había «pedido celeridad a sus contrapartes mexicanas en el proceso», al considerar un «riesgo» la estadía de Duarte en su país. «Es un privado de libertad de alto riesgo. Hay grupos criminales en Guatemala que se pueden prestar a atentar en contra de su integridad y su vida», declaró Francisco Rivas, ministro de Gobernación de Guatemala.
Durante su arresto en Guatemala, se realizaron tres audiencias sobre el caso de Duarte. En la primera —19 de abril ante el Quinto Tribunal de Sentencia Penal, Narcoactividad y Delitos contra el Ambiente— se informó el motivo de su detención y el tribunal la formalizó ordenando su reclusión en el Centro de Prisión Preventiva de Matamoros. En la segunda —27 de junio ante el Tercer Tribunal de Sentencia Penal, Narcoactividad y Delitos contra el Ambiente—, Duarte aceptó su extradición a México «por los delitos de abuso de autoridad, incumplimiento de deber legal, peculado, tráfico de influencias y coalición» —delitos del fuero común imputados por la Fiscalía de Veracruz—. Finalmente, en la tercera audiencia —4 de julio ante el Quinto Tribunal de Sentencia Penal, Narcoactividad y Delitos contra el Ambiente— el exgobernador aceptó su extradición a México «por los delitos de delincuencia organizada y operaciones con recursos de procedencia ilícita» —delitos del fuero federal—. Fue trasladado a la capital mexicana procedente de Guatemala el 17 de julio de 2017.

### Proceso en México
Luego de su entrega por parte de las autoridades de Guatemala, Duarte llegó, procedente del Aeropuerto Internacional La Aurora, al Aeropuerto Internacional de la Ciudad de México alrededor de las 12:20 del 17 de julio. A su llegada, el gobierno mexicano agradeció su cooperación a las autoridades guatemaltecas. Se documentó la estadía de Duarte a través del Instituto Nacional de Migración y se le realizaron estudios médicos «para determinar su estado de salud». Posteriormente se trasladó en un convoy a un juzgado del Reclusorio Norte de la Ciudad de México para ser notificado de las acusaciones que se le imputan.
Durante su primera audiencia en el Centro de Justicia Penal Federal del Reclusorio Norte, un juez decretó prisión preventiva para Duarte. No obstante, los fiscales de las PGR solo pudieron documentar el desvío de 38 millones de pesos, de un total de 439 millones que se le imputan. Diversos medios señalaron que en la audiencia, los fiscales se mostraron poco preparados y cayeron en dudas y contradicciones. En su segunda audiencia, el 22 de julio, un juez federal vinculó a proceso a Duarte, al considerar que las 82 pruebas presentadas por los fiscales permitían «presumir que Javier Duarte es quien posiblemente ordenó la creación de [las] empresas fantasma». Por lo anterior, se concluyó comenzar un juicio en su contra por los delitos de lavado de dinero y delincuencia organizada. Igualmente, el juez dio un plazo de seis meses —que venció el 22 de enero de 2018— a la PGR para realizar y concluir la investigación complementaria y presentar la acusación formal.
El 26 de septiembre de 2018, Javier Duarte se declaró culpable de los delitos de operaciones con recursos de procedencia ilícita y asociación delictuosa para obtener una reducción de su condena, la cual se estableció en nueve años de cárcel —los cuales habrían comenzado el día de su captura el 15 de abril de 2017— y una multa de 58 mil 890 pesos mexicanos.

### Proceso por desaparición forzada
En noviembre de 2022, la Fiscalía de Veracruz anunció que Duarte fue vinculado a proceso por el delito de desaparición forzada por entorpecer la investigación de la desaparición del policía estatal David Lara Cruz. Se alega que el cuerpo de Lara Cruz fue trasladado de una barranca en el municipio de Emiliano Zapata al municipio de Alto Lucero, lugar donde el gobierno reportó el hallazgo del cuerpo.